# Cmentarz Kalwaryjski w Mińsku

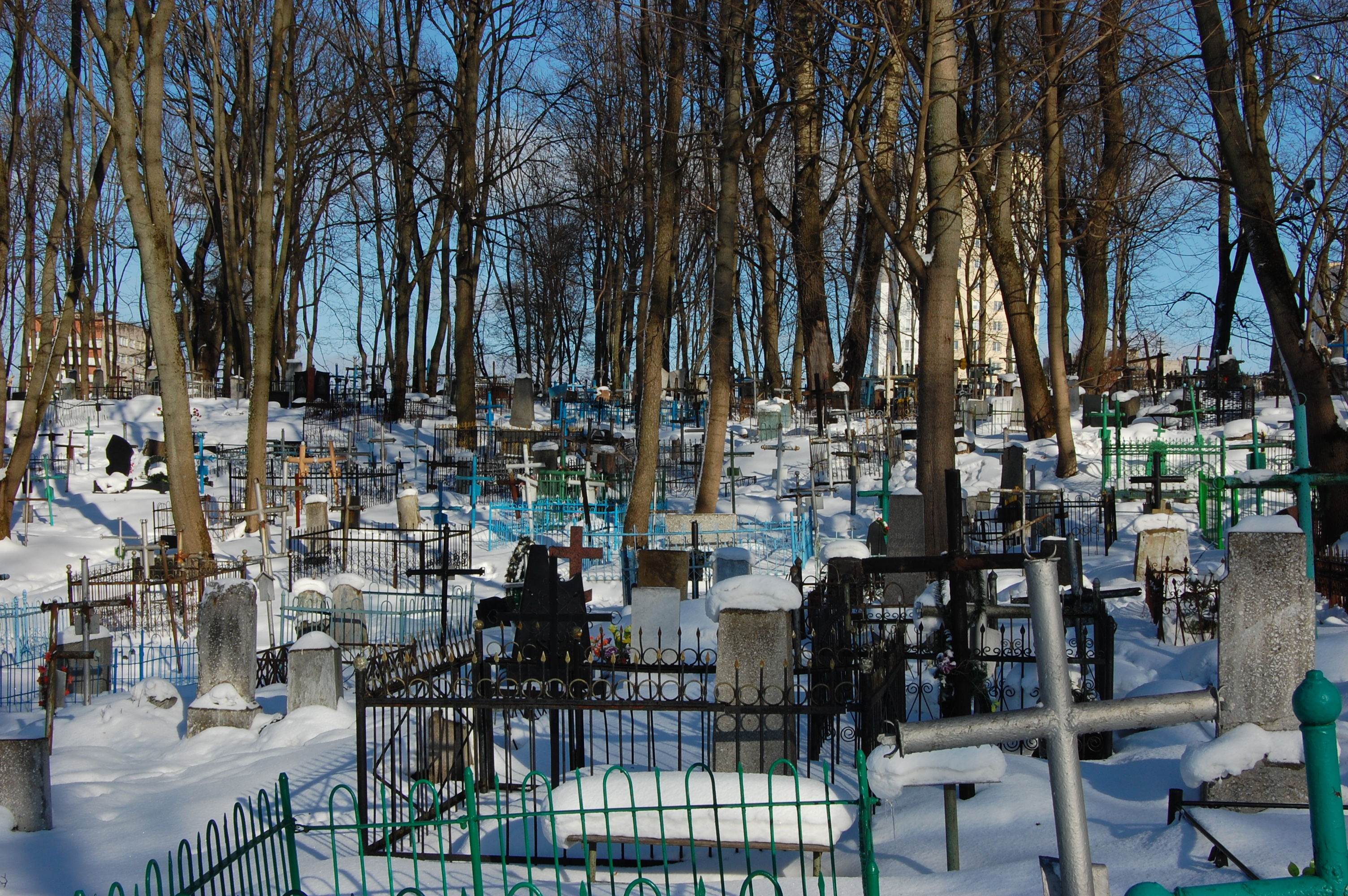
Cmentarz

Cmentarz Kalwaryjski (biał. Кальварыйскія могілкі ў Менску lub Кальварыя) – zabytkowy cmentarz rzymskokatolicki w Mińsku.
Został założony w XVII wieku, rozrósł się wokół drewnianego kościoła postawionego tu w 1673.
Do nekropolii prowadzi bogato zdobiona brama z okresu klasycyzmu zbudowana w 1830 przez Jerzego Kobylińskiego (na pamiątkę zmarłej żony). Na cmentarzu znajduje się neogotycki kościół Podwyższenia Krzyża Świętego (1839–1841). We wnętrzu świątyni pochowano m.in. Jana Krzysztofa Damela – polskiego malarza i grafika, wykładowcę Uniwersytetu Wileńskiego.
Najstarszy nagrobek pochodzi z 1808, w 1967 cmentarz zamknięto dla nowych pochówków.
Na cmentarzu chowano ofiary terroru sowieckiego.

## Pochowani
- Siarhiej Astapczuk – hokeista
- Jan Krzysztof Damel – polski malarz, grafik, wykładowca Uniwersytetu Wileńskiego (pochowany w krypcie kościoła),
- Wacław Iwanowski – białoruski polityk, profesor Politechniki Warszawskiej, burmistrz Mińska w 1943,
- Mateusz Lipski – polski duchowny rzymskokatolicki, biskup miński,
- Paweł Rawa – polski duchowny rzymskokatolicki, administrator diecezji mińskiej,
- Jan Niesłuchowski, ps. „Łuczyna” – poeta białoruski,
- Jan Bolesław Łuckiewicz (1831–1895) – rosyjski wojskowy, ojciec Iwana i Antona Łuckiewiczów oraz Marii Plewako h. Pogonia, pochowanej obok córki z pierwszego małżeństwa[3],
- Wiaczasłau Adamczyk – białoruski pisarz[4],
- Nił Hilewicz –  białoruski poeta, działacz kulturalny i polityk związany z Białoruskim Frontem Ludowym
- Aleś Trajanouski – białoruski pisarz, tłumacz i publicysta